# إدي إيلدر
إدي إيلدر (بالإنجليزية: Eddie Elder)‏ هو لاعب كرة قدم أمريكية ولاعب كرة القدم الكندية أمريكي، ولد في 14 فبراير 1989 في ساكرامنتو في الولايات المتحدة.